# Střemošice
Střemošice är en ort i Tjeckien.   Den ligger i regionen Pardubice, i den centrala delen av landet, 120 km öster om huvudstaden Prag. Střemošice ligger 389 meter över havet och antalet invånare är 184.
Terrängen runt Střemošice är platt åt sydväst, men åt nordost är den kuperad. Runt Střemošice är det ganska glesbefolkat, med 38 invånare per kvadratkilometer. Närmaste större samhälle är Vysoké Mýto, 9,4 km nordost om Střemošice. Trakten runt Střemošice består till största delen av jordbruksmark.